# Winds of Change
Winds of Change ist das erste Album, das  Eric Burdon and the Animals, die sich auf dem Plattencover auch als The New Animals bezeichneten, veröffentlichten. Es unterscheidet sich stilistisch von den früheren Werken Eric Burdons mit der ersten Bandgeneration der Animals und bildet ihren Schritt in die psychedelische Musik. Mit den Stücken Good Times und San Franciscan Nights enthält das Album einige der bekanntesten Werke der Animals.

## Hintergründe
Nachdem sich die Animals 1966 aufgrund von unbefriedigenden, einengenden Verträgen und innerbandlichen Diskrepanzen sowie Uneinigkeiten über den weiteren Weg der Band trennten und auflösten, war Burdon zunächst ziemlich desillusioniert. Dem ehemaligen Bassisten Chas Chandler, der nach der Trennung der Band einen zweifelhaften Ruf als Produzent hatte, warf Burdon später in seiner Autobiografie vor, mit Schuld am Tod von Jimi Hendrix zu tragen.
Persönlich stark von der Trennung betroffen, beschloss er, einen neuen Weg zu gehen und nahm zunächst das Album Eric Is Here auf, bei dem als Interpreten zwar Eric Burdon and the Animals genannt sind, jedoch neben Burdon nur Jenkins und ein klassisches Orchester zu hören sind. Das Album kam nicht sehr gut an und auch er selbst war eher unzufrieden; was er brauchte, war eine feste Band, um sein musikalisches Talent effizient nutzen zu können.
Ende 1966 formierten sich die New Animals; im August 1967 veröffentlichten sie ihr Album Winds of Change. Der Titel sollte den neuen Abschnitt beziehungsweise das neue Zeitalter der Animals verdeutlichen, welche Burdon beschwor. Dem entspricht auch der Text auf dem Cover (siehe: Cover). Die Musik unterscheidet sich deutlich von der früheren Musik Burdons, welche sich von Rhythm and Blues zu Psychedelia wandelte.
Auch die New Animals trennten sich bereits 1968 wieder; ab 1969 nahm Eric Burdon verschiedene Alben mit War auf.
Der Titel des Albums bezog sich nicht nur auf den musikalischen Wandel der Band. Zwar wurde dieser auch betont, doch forderte die Musik als Teil einer Jugendbewegung auch gesellschaftliche und politische Veränderungen. Die Musik wurde nicht als bloße Unterhaltung verstanden, darauf weist auch eine Passage des Covertextes hin: „I [...] want you to gain something from these new sounds“ (Ich will, dass ihr etwas von dieser neuen Musik mitnehmt).
Musikalisch lässt sich ein Wandel vom  R’n’B der ursprünglichen Animals zu bisher unerforschten Bereichen feststellen. Der Inhalt wird dabei stilistischen Vorgaben übergeordnet. Es kam Burdon und den Animals auf den wahrhaftigen Ausdruck einer Lebenseinstellung an, hierzu trennten sie sich von alten Vorgaben.
Das Album lässt sich in zwei Teile untergliedern. Die erste Seite der Schallplatten-Veröffentlichung ist eher konzeptionell angelegt, sie entfaltet eine dichtere, psychedelische Stimmung und Atmosphäre; die zweite Seite ist konventioneller und einfacher strukturiert, die Titel basieren eher auf Blues und Bluesrock.

## Versionen
Neben der Originalversion mit elf Titeln veröffentlichte Repertoire Records 2004 eine Version mit vier Bonustiteln. Sie enthält Monoversionen der beiden Singles San Franciscan Nights und Good Times sowie die Stücke Ain't That So, das mit nur drei Akkorden stark an den Garagenrock erinnert, und Gratefully Dead, das für Bruce Eder mehr nach The Jimi Hendrix Experience klingt als diese Gruppe selbst.
Eine weitere Veröffentlichung von Repertoire enthält zusätzlich zu den oben genannten Erweiterungen noch die Stücke When I Was Young und A Girl Named Sandoz.

## Cover
Auf dem schwarzen Hintergrund des Covers ist oben links der Titel des Albums in bunten, wellenförmigen Buchstaben vermerkt. Direkt daneben steht in gelb der neue Bandname, „Eric Burdon & the Animals“, geschrieben. Auf der rechten, unteren Ecke ist ein zerfleddertes und mitgenommen aussehendes Buch abgebildet; der Großteil des Covers, bis auf den oberen Teil und die Ecke rechts unten, wird von einem Text Burdons eingenommen.
Die Überschrift des Textes lautet „The New Animals.“ Burdon spricht darin von der neuen Welt, welche sich von der alten unterscheidet; es gilt, neue Grenzen zu überschreiten. Die Konsummöglichkeiten in der Musik sind erweitert und Burdon will mit der neuen Musik positiv zur Welt beitragen. Gleichzeitig gesteht er ein, dass er und kein Mensch perfekt ist, was er bittet, zu entschuldigen.

## Zu den einzelnen Titeln

### Winds of Change
Das Album beginnt mit dem gleichnamigen Titel Winds of Change. Es zeichnet sich vor allem durch die einprägsame Sitarmelodie aus, die das Stück vorantreibt. Eric Burdon nennt in diesem Stück verschiedene Namen, so z. B. Duke Ellington, Ray Charles, Ravi Shankar und Jimi Hendrix; laut Chris Welch all die Künstler, die Eric Burdon am meisten inspiriert und beeinflusst haben.

#### Die im Stück genannten Künstler
Die Liste der Künstler in der Reihenfolge, wie sie im Stück genannt werden:
| Joe King Oliver (als King Oliver)   | Ray Charles                 |
| Duke Ellington                      | Chuck Berry                 |
| Jelly Roll Morton                   | Fats Domino                 |
| Bessie Smith                        | Elvis Presley               |
| Robert Johnson                      | The Beatles                 |
| William Henry Webb (als Chick Webb) | The Rolling Stones          |
| Charlie Christian                   | Frank Zappa                 |
| Billie Holiday                      | The Mamas and Papas         |
| Alan Freed                          | Ravi Shankar                |
| Joe Turner                          | Jimi Hendrix                |
| B.B. King                           | Louis Jordan                |
| Charlie Parker                      | Ray Charles                 |
| Louis Jordan                        | Bob Dylan (als Bobby Dylan) |

### Poem by the Sea
Das Stück erscheint als Vortrag Burdons inmitten des donnernden Schlagzeugspiels von Barry Jenkins, welches durch Weiders Violine unterstützt wird. Diese führt das Stück direkt in das nächste, Paint It Black.

### Paint It Black
Paint It Black ist eine der hochgelobten Coverversionen von Burdon; das Original stammt von den Rolling Stones. Das Stück entwickelt eine rockige Dynamik, zu der Weiders E-Violine und Jenkins Gitarrenspiel mitbeitragen. Dank einer zusätzlichen gesanglichen Improvisation Burdons ist das Stück länger als das Original; die Interpretation der Animals kam so gut an, dass es Teil ihres Programms auf dem Monterey International Pop Festival desselben Jahres war. Es ist auch bei dem Dokumentarfilm über das Festival zu hören.

### The Black Plague
Der Titel beginnt mit düsteren Orgelakkorden und gregorianischem Gesang. Das ganze Stück klingt sehr monoton; Burdon nimmt hier die Rolle des Erzählers ein: Er berichtet von der Pest, welche eine Stadt heimsucht, jedoch nur die Armen trifft, die vor den Toren der Burgen, in denen sich die Reichen verbarrikadieren, ihrem Schicksal entgegen warten. Während des ganzen Stückes klingt in bestimmten Abständen eine Glocke; jeder Ton steht laut Chris Welch für ein Opfer der Seuche. Das Stück hat einen exzentrischen Charakter, welcher durch die Hintergrundstimme mit den gesprochenen Worten „unclean“ (schmutzig) und „Bring out your dead“ (Bringt eure Toten nach draußen) noch verstärkt wird.
Am Ende der Geschichte, als die Pest vor den Burgmauern abgeklungen war, stellt sich heraus, dass die Reichen drinnen allesamt verdurstet waren. Obwohl Trinkwasser knapp wurde, traute sich aus Angst vor der Schwarzen Pest niemand, die sichere Burg zu verlassen.

### Yes I Am Experienced
Dieses Stück ist Burdons Antwort auf Jimi Hendrix und sein Album Are You Experienced? Burdon spricht ihn direkt an. Das Stück stellt eine Hommage an Hendrix dar, der für Burdon ein großes Vorbild ist.

### San Franciscan Nights
San Franciscan Nights gehört zu den bekanntesten Stücken von Eric Burdon and the Animals. Burdon schrieb das Lied, nachdem er und der Rest der Band in die USA übergesiedelt waren. In diesem Zusammenhang ist das Lied als Liebeserklärung Burdons an die Stadt San Francisco zu verstehen. Chris Welch nennt San Franciscan Nights „Burdon's love affair with American West Coast culture“(Burdons Liebesbeziehung mit der Kultur der amerikanischen Westküste).
Das Stück beginnt mit einem harten Gitarrenriff und einer Ansprache Burdons. Er widmet das Lied, welches er ein sehr persönliches nennt, den Bürgern von San Francisco. Denen, die das Stück nicht verstehen, rät er, Geld zu sparen um nach San Francisco zu fliegen (Save up all your bread and fly Trans-Love Airways to San Francisco, U.S.A.).
Das Stück war ein erster kommerzieller Erfolg für die New Animals, welcher nötig war, um jene zu überzeugen, welche noch den „alten“ Animals nachtrauerten.

### Man-Woman
Man-Woman behandelt die Geschichte einer Liebe in Untreue. Das Stück tritt besonders durch die Schreie Burdons und die spärliche musikalische Begleitung hervor; Schlagzeug und Percussion und gelegentliche Akkorde mit der Gitarre. Laut Chris Welch verarbeitete Burdon in diesem Stück eigene Erfahrungen.

### Hotel Hell
Hotel Hell erzählt vom einsamen und unerfüllenden Leben in einem Motel. Die Stimmung wird durch Textpassagen wie „Baby, I’m so dissatisfied“ (ich bin so unzufrieden) und den sich wiederholenden Part „And I’m so very far from my home“ (Und ich bin so weit weg von meiner Heimat) verdeutlicht und von Polizei- und Feuerwehrsirenen unterstützt. Atmosphärische Dichte erlangt der Titel zudem durch ein mexikanisch anmutendes Trompetenspiel; wer die Trompete spielt, ist nicht bekannt.

### Good Times
Good Times zählt wie San Franciscan Nights zu den bekanntesten Stücken der New Animals. Burdon bedauert, wertvolle Zeit mit falschen Dingen verschwendet zu haben, so z. B. „When I was drinking I should have been thinking“ (Als ich getrunken habe, hätte ich stattdessen nachdenken sollen).

### Anything
Anything ist ein melodisches, einfühlsames Liebeslied. Burdon wird von elegantem Gitarrenspiel begleitet.

### It's All Meat
Das letzte Stück der LP-Veröffentlichung, It's All Meat, führt Burdon wieder zu seinen Wurzeln zurück. Es ist ein rockiges Stück; hier fallen John Weiders bluesiges Gitarrenspiel und Jenkins an den Funk erinnernde Schlagzeugbegleitung auf.

## Titelliste

### Erstveröffentlichung
1. Winds of Change: 4. 00 min.
2. Poem by the Sea: 2. 15 min.
3. Paint It Black: 6. 20 min.
4. The Black Plague: 6. 05 min.
5. Yes I Am Experienced: 3. 40 min.
6. San Franciscan Nights: 3. 18 min.
7. Man - Woman: 5. 25 min.
8. Hotel Hell: 4. 20 min.
9. Good Times: 2.  58 min.
10. Anything: 3. 20 min.
11. It's All Meat: 2. 02 min.

### Neuveröffentlichung
wie Erstveröffentlichung und zusätzlich
1. Good Times (Singleversion): 2. 56 min.
2. Ain't That So : 3. 24 min.
3. San Franciscan Nights (Singleversion): 3. 16 min.
4. Gratefully Dead: 3. 59 min.

Eine andere Veröffentlichung von Repertoire Records enthält zusätzlich an zwölfter Stelle den Titel When I Was Young und an dreizehnter den Titel A Girl Named Sandoz. Sie besteht also aus insgesamt siebzehn Titeln.

## Chartplatzierungen
Album
| Year | Chart                | Position |
| ---- | -------------------- | -------- |
| 1967 | Billboard Pop Albums | 42       |

Singles
| Year | Single                | Chart                              | Position |
| ---- | --------------------- | ---------------------------------- | -------- |
| 1967 | San Franciscan Nights | Billboard Pop Singles (US)         | 9        |
|      |                       | Official UK charts                 | 7        |
|      |                       | Single-Hitparade/Media Control (D) | 20       |
| 1967 | Good Times            | Official UK charts                 | 20       |
| 1968 | Anything              | Billboard Pop Singles (US)         | 80       |